# 白廳大廈

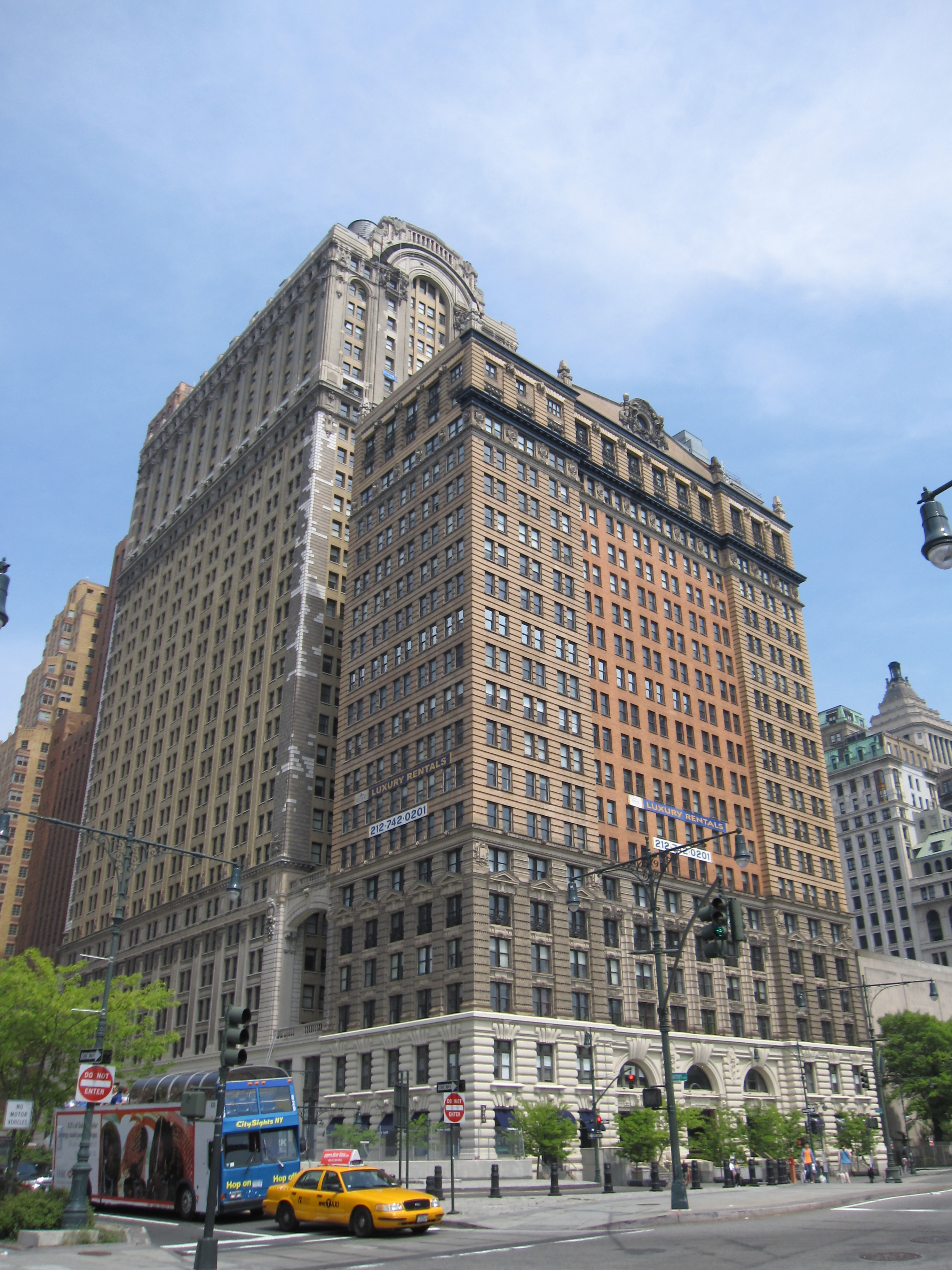

白廳大廈（Whitehall Building）是位於美國紐約市曼哈頓南端的一座住宅樓兼辦公樓。這座建築由三個部分構成。2000年，紐約市地標保護委員會將該建築列入紐約市地標。

## 外部連結
- Emporis Archive.today的存檔，存档日期2013-02-08